# Honto no Jibun
«Honto no Jibun» (ホントのじぶん My Real Self?) es el primer sencillo de la unit de Hello! Project, Buono!. "Honto no Jibun" fue usada para el primer ending del anime Shugo Chara!.
"Honto no Jibun" fue lanzado el 31 de octubre de 2007 en Japón bajo la discográfica Pony Canyon en dos ediciones diferentes: Regular y Limitada. La edición limitada incluía un DVD adicional. La primera impresión de la edición normal y limitada del sencillo venía con un photocard con las miembros de Buono! y los personajes del anime Shugo Chara!.
La edición Single V fue lanzada el 21 de noviembre de 2007.

## Créditos
- Honto no Jibun
  - Letra: Iwasato Yuuho
  - Composición: Kinoshita Yoshiyuki
  - Arreglos: Nishikawa Susumu

- Kokoro no Tamago
  - Letra: Kawakami Natsuki
  - Composición: Muramatsu Tetsuya
  - Arreglos: Abe Jun

## Lista de canciones

### CD
1. «Honto no Jibun» (ホントのじぶん?)
2. «Kokoro no Tamago» (こころのたまご?)
3. «Honto no Jibun» (ホントのじぶん?) (Instrumental)
4. «Kokoro no Tamago» (こころのたまご?) (Instrumental)

### DVD (edición limitada)
1. «Honto no Jibun» (ホントのじぶん?) (Dance Shot Version)
2. Buono! Announcement Event (2007-08-22 Odaiba Palette Town) (Buono!お披露目イベント映像（2007.8.22 お台場パレットタウン)?)

### Single V
1. «Honto no Jibun» (ホントのじぶん?) (MUSIC VIDEO)
2. «Honto no Jibun» (ホントのじぶん?) (Close-up Ver.)
3. «Honto no Jibun» (ホントのじぶん?) (Making of)
4. «Shugo Chara!» (しゅごキャラ!?) (TV Spot)

## Actuaciones en televisión
- 28 de octubre de 2007: Haromoni@
- 2 de noviembre de 2007: MUSIC JAPAN

## Actuaciones en conciertos
- °C-ute Live Tour 2007 Aki ~Houkago no Essence~
- Berryz Koubou & °C-ute Nakayoshi Battle Concert Tour 2008 Haru ~Berryz Kamen vs Cutie Ranger~

## Puestos y ventas enOricon

### Sencillo
| Lunes | Martes | Miércoles | Jueves | Viernes | Sábado | Domingo | Ranking/Puesto semanal | Ventas |
| ----- | ------ | --------- | ------ | ------- | ------ | ------- | ---------------------- | ------ |
| –     | 3      | 5         | 8      | 7       | 8      | 10      | 5                      | 29 715 |
| 8     | 44     | 44        | 48     | 43      | 34     | 35      | 36                     | 3746   |
| 41    | –      | –         | –      | –       | 50     | –       | 62                     | 1820   |
| –     | –      | –         | –      | –       | –      | –       | 97                     | 1368   |
| –     | –      | –         | –      | –       | –      | –       | 110                    | 1005   |
| –     | –      | –         | –      | –       | –      | –       | 158                    | 652    |
| –     | –      | –         | –      | –       | –      | –       | 152                    | 708    |
| –     | –      | –         | –      | –       | –      | –       | 120                    | 819    |
| –     | –      | –         | –      | –       | –      | –       | 147                    | 1188   |
| –     | –      | –         | –      | –       | –      | –       | –                      | –      |
| –     | –      | –         | –      | –       | –      | –       | 175                    | 368    |
| –     | –      | –         | –      | –       | –      | –       | 189                    | 316    |
| –     | –      | –         | –      | –       | –      | –       | –                      | –      |
| –     | –      | –         | –      | –       | –      | –       | –                      | –      |
| –     | –      | –         | –      | –       | –      | –       | 197                    | 330    |

Ventas totales: 42 035[cita requerida]

### Single V
| Lunes | Martes | Miércoles | Jueves | Viernes | Sábado | Domingo | Ranking/Puesto semanal | Ventas |
| ----- | ------ | --------- | ------ | ------- | ------ | ------- | ---------------------- | ------ |
| –     | –      | –         | –      | –       | –      | –       | 11                     | 4932   |
| –     | –      | –         | –      | –       | –      | –       | 27                     | 1158   |

Ventas totales: 6090[cita requerida]

## Curiosidades
- Las integrantes de Cute, Maimi Yajima y Chisato Okai, hacen una pequeña aparición en el PV.